# جاك كريستيانسن
جاك كريستيانسن (بالإنجليزية: Jack Christiansen)‏ هو لاعب كرة قدم أمريكية أمريكي، ولد في 20 ديسمبر 1928 في كانساس في الولايات المتحدة، وتوفي في 29 يونيو 1986 في ستانفورد في الولايات المتحدة بسبب سرطان.

## وصلات خارجية
- جاك كريستيانسن على موقع مرجع كرة القدم المحترفة.كوم (الإنجليزية)
- جاك كريستيانسن على موقع قاعة كولورادو للمشاهير الرياضية (الإنجليزية)
- جاك كريستيانسن على موقع إن إن دي بي (الإنجليزية)